# HMS Centurion (1732)
Pour les autres navires du même nom, voir HMS Centurion.
Le HMS Centurion, 3e du nom (voir HMS Centurion), était un vaisseau de ligne britannique de quatrième rang, armé de 60 canons, appartenant à la Royal Navy. Il fut construit aux chantiers de Portsmouth, lancé le 6 janvier 1732, et démantelé 37 ans plus tard, en 1769.
En 1732, les préconisations de l'Ordonnance de 1719 sur les dimensions des vaisseaux étaient en vigueur, mais on craignit à Londres que leur respect n'aboutisse à la construction de vaisseaux plus petits que ceux des puissances rivales, la France en particulier. Aussi fut-il décidé que le franc-bord du Centurion serait augmenté d'un pied (0,33 m), et que le HMS Rippon, mis en construction en même temps que le Centurion, bénéficierait lui aussi de cette augmentation de gabarit.

## Début de carrière
Il fit sa première sortie en 1734 sous le commandement du capitaine Francis Dansays, et fut affecté à la flotte de la Manche. Puis, sous le capitaine John Proctor, il prit part à l'expédition de John Norris contre Lisbonne. À son bord se trouvait John Harrison, un horloger autodidacte, génial et obstiné, qui expérimentait là sa première « montre garde-temps » appelée H1, un progrès décisif  pour le calcul de la position d'un navire en longitude. Le capitaine Proctor étant mort à Lisbonne le 4 octobre 1736, le capitaine John Durell lui succéda sur la passerelle du Centurion.
Ce fut ensuite le capitaine George Anson qui prit en décembre 1737 le commandement du Centurion. À la tête d'une petite escadre, ils allèrent croiser le long des côtes de l'Afrique de l'Ouest. Ils traversèrent ensuite l'océan Atlantique, firent escale en Jamaïque, puis revinrent en Angleterre en 1739.
Le Centurion entra alors aux chantiers de Portsmouth, et y subit d'août 1739 à janvier 1740 des réparations pour un montant de près de 5 000 livres. Anson et le Centurion avaient été choisis par l'Amirauté pour accomplir une mission spéciale (voir l'article détaillé sur la guerre de l'oreille de Jenkins) : harceler les navires espagnols sur la côte Ouest de l'Amérique du Sud, et intercepter le fameux Galion de Manille.

## Voyage du Commodore Anson

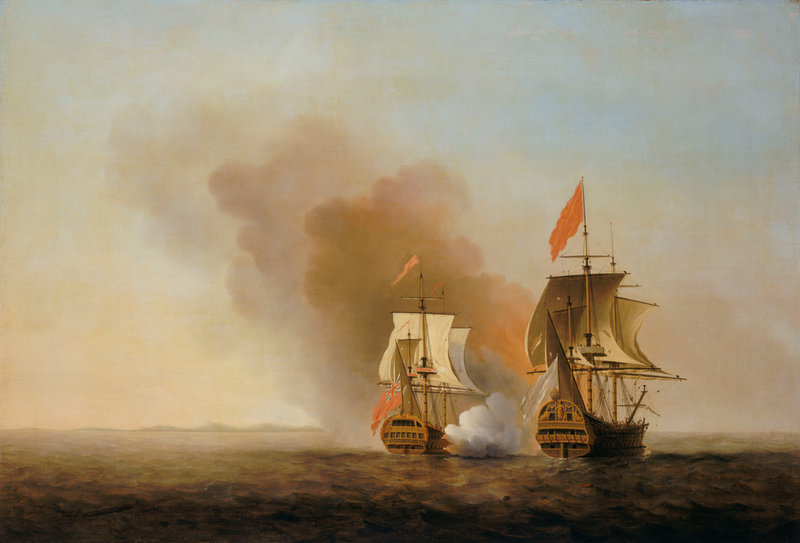
Le Centurion capturant le Nuestra Señora de Covadonga au large des Philippines (tableau de Samuel Scott)

Pendant cette circumnavigation extrêmement éprouvante tant pour les navires que pour leurs équipages, le Centurion connut les vicissitudes suivantes : 
- un passage du cap Horn d'est en ouest particulièrement long et dur ;
- une rupture de haubans au large des côtes de la Patagonie, qui heureusement n'entraîna pas un démâtage général ;
- pendant l'escale providentielle à l'archipel Juan Fernández, le Centurion rompit son câble d'ancre, fut entraîné au large, et ne fut ramené qu'à grand-peine au mouillage ;
- même mésaventure sur l'île de Tinian (archipel des Mariannes), que le Centurion atteignit alors qu'il faisait eau de toutes parts. Il était en cours de réparation, et presque désarmé, lorsqu'il fut entraîné au large par un typhon. La petite équipe d'hommes de garde à bord lutta héroïquement pour le ramener en rade de Tinian ;
- le Centurion arrivé à Canton (Chine du Sud) alors que l'équipage pompait sans cesse, reçut, après de longues négociations avec les autorités chinoises, l'autorisation d'abattre en carène sur une vasière de la rivière des Perles. Les réparations menées par les charpentiers chinois furent si efficaces qu'Anson put croiser longuement au large des Philippines, à l'affut du galion de Manille. Il l'attaqua, le captura, et le ramena à Canton.

Le Centurion revint ensuite en Angleterre par le cap de Bonne-Espérance. Seul navire survivant de l'escadre partie quatre ans plus tôt, il arriva en rade de Spithead le 15 juin 1744 et les hommes d'équipage survivants, avec les charrettes chargées de butin, défilèrent triomphalement dans les rues de Londres. Le retentissement de cette circumnavigation fut énorme (voir les chapitres Arrivée en Angleterre, et Conclusions du Voyage du Commodore Anson).

## Après son tour du monde
On le pensait alors complètement hors d'usage. Le 10 avril 1744, deux mois avant que le Centurion n'entre en rade de Spithead, l'Amirauté ordonna même de mettre son successeur en chantier. En effet les membres de l'équipage qui avaient quitté le Centurion à Canton, avant que les charpentiers chinois ne s'attaquent à son carénage, avait rapporté à Londres que le navire était alors près de couler.
Cependant, le 1er décembre 1744, six mois après l'arrivée triomphale du Centurion, un nouvel ordre vint de l'Amirauté : on ne lui ferait subir qu'un processus de « réparations de moyenne importance », aux chantiers de Portsmouth. Le Centurion fut donc réparé selon les ordres, de septembre 1744 à septembre 1746. Son armement fut diminué, et passa de 60 canons à 50,. Il changea même de nom, fut rebaptisé Aigle le 15 décembre 1744... mais reprit son nom, Centurion, le 15 novembre 1745.

## Carrière ultérieure
Le Centurion reprit du service actif en septembre 1746, et, sous le commandement du capitaine Peter Denis fit très bonne figure lors de la première bataille du cap Finisterre, le 3 mai 1747, dans l'escadre commandée par son ancien capitaine, George Anson, maintenant vice-amiral.
Comme le décrit la chanson de circonstance qui fut alors écrite : 
En août 1748, le Centurion fut placé sous le  commandement du capitaine Augustus Keppel et affecté à la flotte de Sir Peter Warren. En septembre 1748, il fut réaménagé : son quarterdeck (gaillard arrière) fut allongé, après quoi il fit voile pour la mer Méditerranée.
D'octobre 1752 à août 1753, le Centurion subit encore une « réparation de moyenne importance », cette fois aux chantiers de  Chatham, dans le Kent. Et en octobre 1754, sous le capitaine William Mantell, le Centurion devint le navire amiral de son ancien capitaine, le commodore Augustus Keppel. Il fit voile pour la Virginie en 1754, et ensuite pour la Nouvelle-Écosse en 1756, puis il revint en Angleterre.
Le Centurion repartit pour l'Amérique du Nord en avril 1757, et fut présent au siège de Louisbourg en 1758, qui précéda la bataille des plaines d'Abraham en 1759.
Le Centurion fut encore réparé en 1760, avant de passer sous le commandement du dapitaine James Galbraith. Il fit voile en 1760 pour la Jamaïque, où il devint le navire amiral de sir James Douglas. Pendant l'été 1762, le Centurion participa au siège de La Havane, puis il fut désarmé.
Le Centurion subit une réparation de plus, à Woolwich, puis il reprit du service en mai 1763 sous le commandement du capitaine Augustus Hervey, 3e comte de Bristol. Il croisa ensuite en Méditerranée, et fut de 1764 à 1766 le navire amiral du captain Thomas Harrison.
Le Centurion fut définitivement réformé en septembre 1766, expertisé en mai 1769, et démantelé par ordre de l'Amirauté aux chantiers de Chatham. Les travaux de destruction du Centurion prirent fin le 18 décembre 1769.

## Épilogue
Après le démantèlement du Centurion, sa figure de proue, un lion de 16 pieds (4,8 m) de haut, fut offerte par le roi Georges III  au duc de Richmond, puis devint l'enseigne d'une auberge sise à Goodwood. Le roi Guillaume IV (1830-1837), successeur de Georges IV (1820-1830), l'obtint ensuite, et l'utilisa pour décorer un escalier du château de Windsor. Guillaume IV l'offrit ensuite à l’hôpital de Greenwich, afin qu'elle serve de décoration à une des salles communes, qu'il voulait faire baptiser « Salle Anson ».
La figure de proue du Centurion resta à l’hôpital de Greenwich jusqu'en 1871. Elle fut ensuite transférée sur le terrain de jeux de l'École navale, où elle tomba en pièces sous l'action des éléments.
En contraste avec cette surprenante indifférence des puissants pour les reliques du glorieux Man'o'war, un simple charpentier de marine, Benjamin Slade, qui travaillait aux chantiers de Plymouth a fabriqué en 1747 une maquette du Centurion. Elle mesure 1,3 m de long (reproduction au 1/48e), et est minutieusement élaborée : même les treenails (les chevilles d'assemblage) sont en bois. C'est le National Maritime Museum de Greenwich qui l'a en garde.
On pouvait lire aux pieds de la figure de proue du Centurion les vers suivants: